# Luiz Moura
Luiz Virgilio Castro de Moura (ur. 23 sierpnia 1952 w Rio de Janeiro) – brazylijski judoka. Olimpijczyk z Moskwy 1980, gdzie zajął trzynaste miejsce w wadze półciężkiej.
Siódmy na mistrzostwach świata w 1981 roku.

## Letnie Igrzyska Olimpijskie 1980
| Konkurencja | Eliminacje              | Eliminacje             | Klas. końcowa |
| Konkurencja | Przeciwnik I            | Przeciwnik II          | Miejsce       |
| ----------- | ----------------------- | ---------------------- | ------------- |
| 95 kg       | Canczo Atanasow (BGR) Z | Jean-Luc Rougé (FRA) P | 13.           |